# Kapgraseule

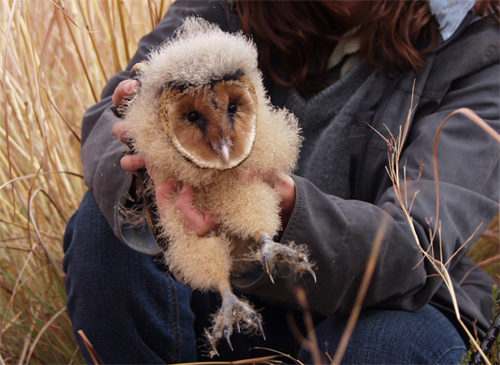
Nestling

Die Kapgraseule (Tyto capensis), auch Afrika-Graseule genannt, ist eine Art aus der Familie der Schleiereulen. Ihr Verbreitungsgebiet ist auf Afrika beschränkt. Es werden vier Unterarten für diese Art unterschieden. 

## Merkmale
Die Kapgraseule ist eine 38 bis 42 Zentimeter große Eulenart. Sie wiegt zwischen 335 und 520 Gramm. Es handelt sich um eine sehr langbeinige Eule. Die Körperoberseite ist rußbraun mit feinen weißen Flecken. Die Flügel sind sehr lang, während der Schwanz verhältnismäßig kurz ist. Die Körperunterseite ist cremeweiß mit kleinen dunklen Flecken.

## Verbreitungsgebiet und Lebensraum
Das Verbreitungsgebiet der Kapgraseule liegt in Subsahara-Afrika. Ein zusammenhängendes Vorkommen zieht sich mondsichelförmig vom Äquator bis in den Süden Afrikas: Es reicht von der Republik Kongo und dem nördlichen Angola im Westen Afrikas in einem unterschiedlich breiten Streifen nach Osten bis ins südwestliche Tansania. Von dort aus zieht sich ein ebenfalls unterschiedlich breiter Streifen im östlichen Afrika über das nördliche Mosambik und Simbabwe bis in den Süden der Südafrikanischen Republik. Die nördlichsten Vorkommen liegen isoliert in Kamerun und östlich des Viktoriasees; eventuell gibt es noch eine Population in Äthiopien.
Es handelt sich vermutlich um Standvögel.
Der Lebensraum der Kapgraseule sind feuchte Grassteppen und offene Savannen bis in Höhen von 3.200 Meter über NN. Sie präferiert feuchtere Lebensräume als die Kapohreule, findet sich aber auch auf trockeneren Grassteppen und kommt auch in höheren Lagen als diese vor. Beispielsweise tritt sie in Sumpfgebieten am Mount Kenia in Ostafrika auf. 

## Lebensweise
Die Kapgraseule ist überwiegend nachtaktiv. Nur bei Nahrungsknappheit ist sie gelegentlich auch in den frühen Morgen- und späten Abendstunden bei der Jagd zu beobachten. Sie übertagt gewöhnlich auf dem Boden im hohen Gras, wobei sie meist das Gras etwas heruntertritt. Auf diese Weise legt sie gelegentlich mehrere Meter lange Tunnel durch das Gras an. Zuweilen übertagen mehrere Kapgraseulen in größerer Nähe zueinander. Das Nahrungsspektrum umfasst überwiegend kleine Säugetiere mit einem Gewicht von bis zu 100 Gramm, die meistens auf dem Boden gefangen werden. Zum Nahrungsspektrum gehören außerdem Fledermäuse, Insekten und Kleinvögel, die sie sowohl am Boden als auch in der Luft schlägt. 
Die Fortpflanzungszeit fällt in die Monate Dezember bis August mit einem Höhepunkt von Februar bis April. Die Größe des Territoriums ist abhängig vom Nahrungsangebot und der Bestandsgröße. Die Eule brütet am Boden und nutzt dabei überwiegend die von ihr geschaffenen Grastunnel als Nistbauplatz. Das Gelege besteht aus zwei bis vier weißen Eiern. Es brütet nur das Weibchen. Die Brutzeit beträgt zwischen 32 und 42 Tagen. Die ersten zehn Tage werden die Nestlinge nur durch das Weibchen gefüttert, wobei das Männchen Beute heranträgt und an das Weibchen übergibt. Danach beteiligt sich das Männchen zunehmend auch direkt an der Fütterung der Jungvögel. Die ersten Flugversuche unternehmen die Jungvögel in einem Alter von etwa sieben Wochen. Sie verbleiben im Familienverband noch etwa weitere drei Wochen, bis sie selbständig sind. 

## Belege

### Einzelbelege
1. 1 2  König et al., S. 226
2. ↑  Verbreitungsgebiet der Kapgraseule. IUCN, abgerufen am 9. September 2021 (englisch).